# Archibald McLelan
Archibald Woodbury McLelan, PC (* 20. Dezember 1824 in Londonderry, Nova Scotia; † 26. Juni 1890 in Halifax) war ein kanadischer Politiker. Er war Abgeordneter des Unterhauses und des Senats, hatte in der Bundesregierung mehrere Ministerposten inne und amtierte als Vizegouverneur der Provinz Nova Scotia.

## Biografie
McLelan erhielt seine Ausbildung an der Mount Allison Academy und arbeitete im Schifffahrtsbetrieb in Great Village. 1858 wurde er zum Abgeordneten von Colchester County ins Parlament der Kolonie Nova Scotia gewählt, wo er die Reformpolitik von Joseph Howe unterstützte. McLelan diversifizierte sein Unternehmen auf den Schiffbau und erwarb damit ein großes Vermögen. Er war entschiedener Gegner des Beitritts Nova Scotias zur Kanadischen Konföderation. Als Kandidat der Anti-Confederation Party trat er zur Unterhauswahl 1867 an und wurde gewählt.
Nachdem Großbritannien 1868 die Loslösung der Provinz Nova Scotia von Kanada abgelehnt hatte, fügte sich McLelan den Umständen und gehörte einer Delegation an, die bessere Vertragsbedingungen für die Provinz aushandelte. Er trat als Unterhausabgeordneter zurück, nachdem er der Konservativen Partei beigetreten war und Premierminister John Macdonald ihn am 21. Juni 1869 zum Senator ernannt hatte. Seit dem 20. Mai 1881 gehörte McLelan Macdonalds zweitem Kabinett an, zunächst als Präsident des Kronrates. Kurz zuvor war er als Senator zurückgetreten und wieder ins Unterhaus gewählt worden. Vom 10. Juli 1882 an amtierte er als Marine- und Fischereiminister, danach seit dem 10. Dezember 1885 als Finanzminister und schließlich seit dem 27. Januar 1887 als Postminister.
Am 9. Juli 1888 trat McLelan als Minister und Abgeordneter zurück. Auf Vorschlag Macdonalds vereidigte ihn Generalgouverneur Lord Stanley zum Vizegouverneur der Provinz Nova Scotia. Er übte dieses repräsentative Amt knapp zwei Jahre bis zu seinem Tod aus.